# 珠海國際賽車場

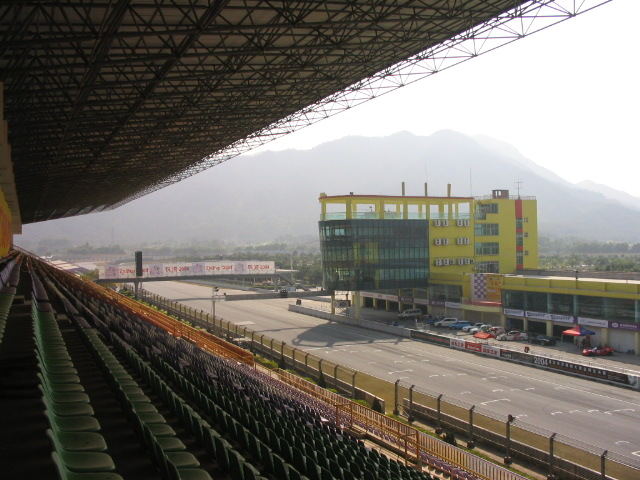
由主看台觀望賽道

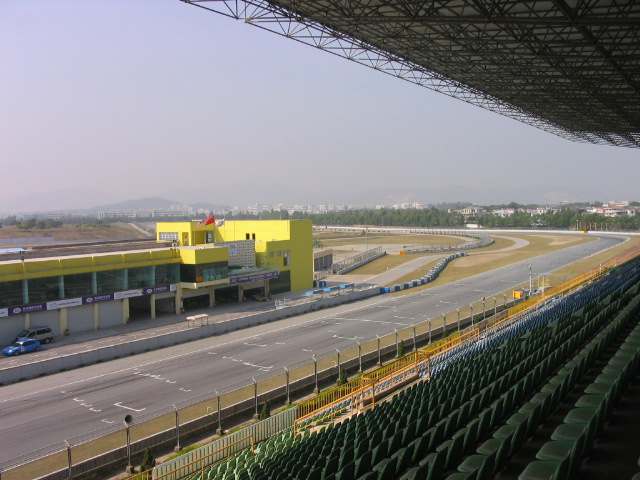
The final corner and the pit lane entrance.

珠海國際賽車場（英語：Zhuhai International Circuit）位於中国珠海經濟特區唐家湾镇，建成於1996年11月，也是中國第一座符合國際汽車聯盟一級方程式標準的國際級賽車場。
珠海國際賽車場在1996年首次主辦國際賽——BPR環球GT錦標賽。1997年繼續主辦。

## 賽道佈局

賽道佈局

賽道長4.3公里，共有14個彎位，其中8個是右彎，5個是左彎。最長的直線賽道長900米。
賽道的最快完成時間由Christophe Bouchut駕駛Cirtek Motorsport的Aston Martin DBR9於2005年10月22日創造的，時間為1分30.661秒，平均速度為170.74km/h。

## 國際性賽事
1997年，珠海國際賽車場舉辦新設立的FIA GT錦標賽。1999年第二度舉辦該項錦標賽。

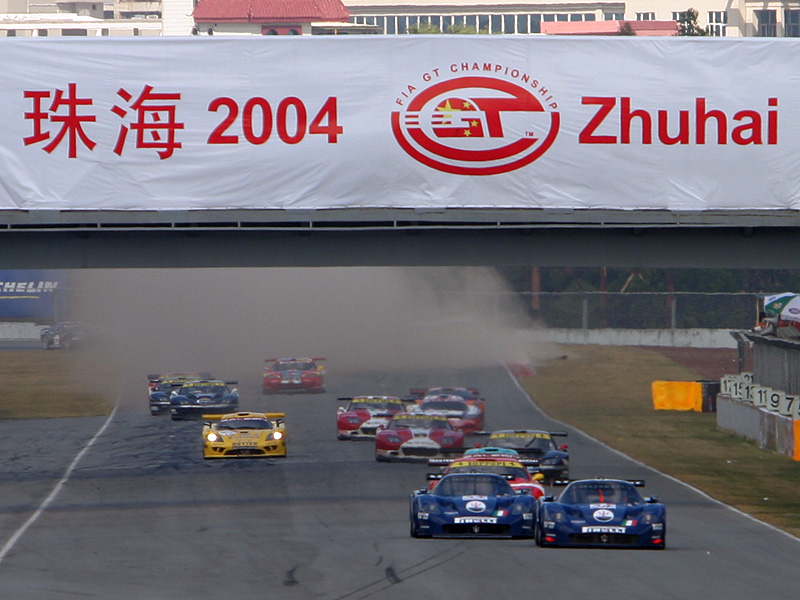
2004年FIA GT錦標賽兩輛瑪莎拉蒂領先賽事。

2004年，賽道被全面翻新以及再一次成為FIA GT錦標賽一個分站。10月上旬在上海舉行的一級方程式比賽以及11月中舉行的澳門格蘭披治大賽。2005年10月23日，FIA GT錦標賽再次在珠海賽車場舉行。
2007年3月21日，FIA GT錦標賽又再一次在珠海賽車場舉行。比賽冠軍由林寶堅尼奪得，也是林寶堅尼首次在FIA GT錦標賽中取勝。
2007年8月20日，A1GP宣佈珠海國際賽車場將會是2007/08 A1GP第五個分站比賽，已在12月16日舉行  （页面存档备份，存于）。

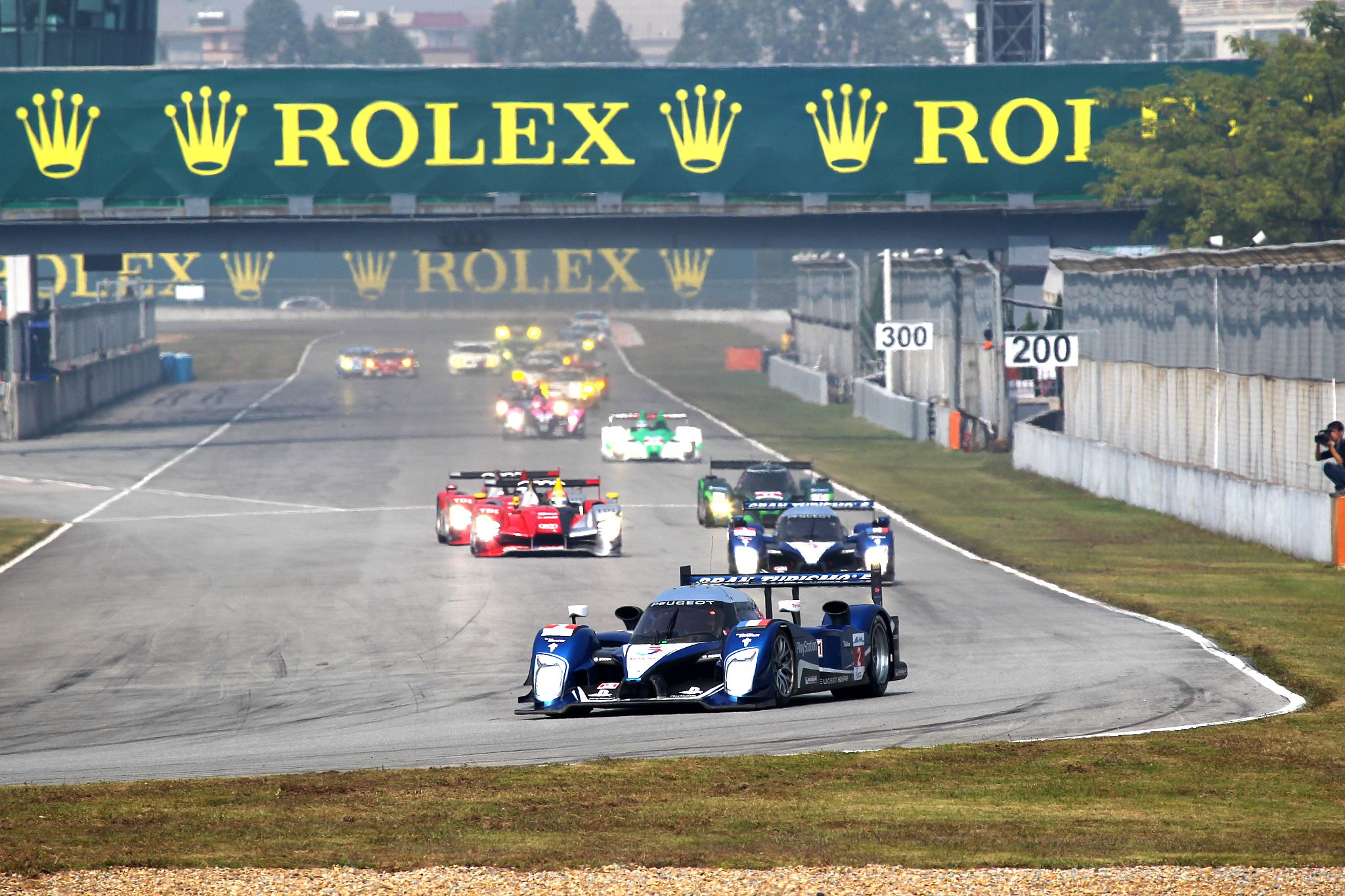
2010年勒芒洲際大獎賽—珠海1000公里起步。

2010年11月7日，勒芒洲際大獎賽—珠海1000公里首次在中國珠海舉行。最後由標緻車隊奪得冠軍。
2011年4月1日，珠海国际赛车场管理层与勒芒组委会达成共识，2011勒芒洲际大奖赛的收官战将于2011年11月13日再次"情定"珠海。

### 亚洲赛车节
亚洲赛车节（AFOS）自从1997年成立以来曾多次在珠海国际赛场举行。于2006年10月20至22日在此举行时，据记录曾有33,000人到场观看；Asian Formula Three Championship 每年都要在珠海国际赛场举行，另外FIM Asia Road Racing Championship 每年12月也在ZIC举行。

### 香港房車賽和澳門房車賽

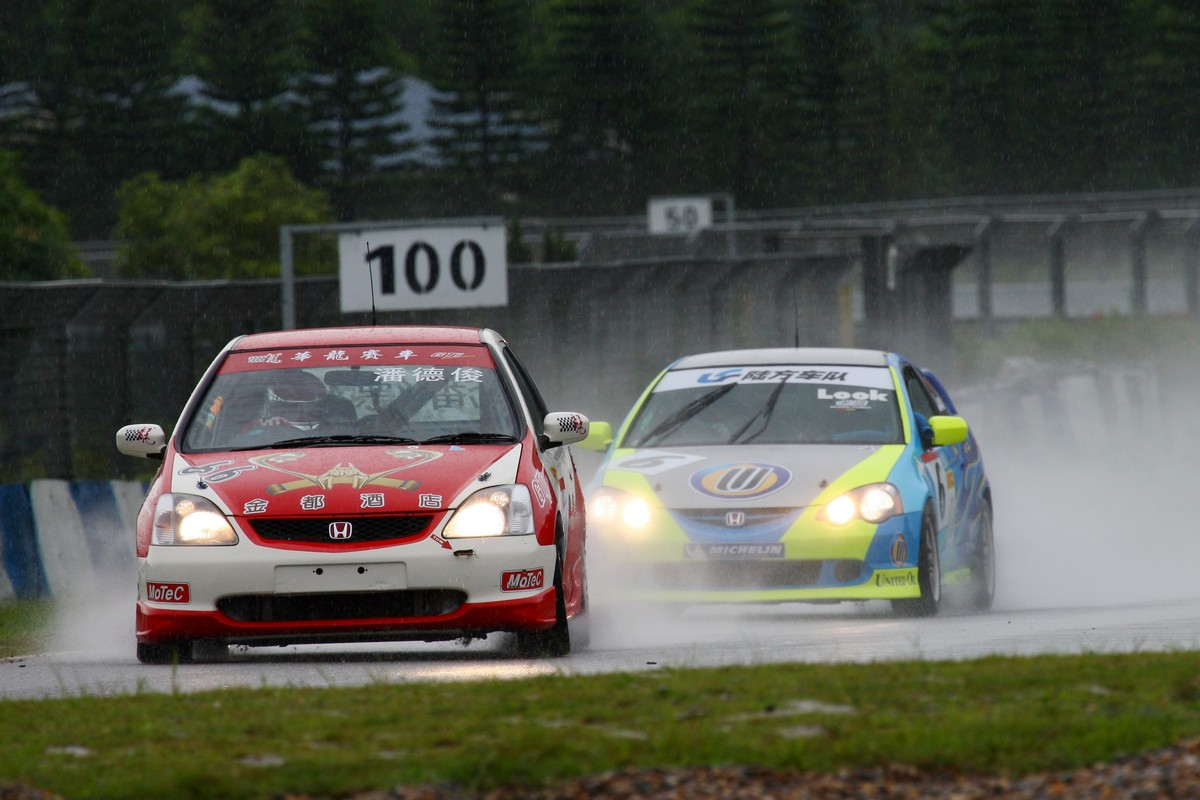
潘德俊及陸淦在雨中的珠海賽車場競逐香港房車錦標賽。

由珠海賽車場開業，香港房車錦標賽和澳門房車錦標賽就聯合進行賽事。

### 对F1的渴望
珠海国际赛车场曾经被临时列入1999年F1比赛场地，而珠海市领导也曾将珠海国际赛车场作为继珠海航展之后，珠海走向世界的第二张名片。但由于运作上失误，失去机会。

### ZIC小型賽車（Kart）俱樂部

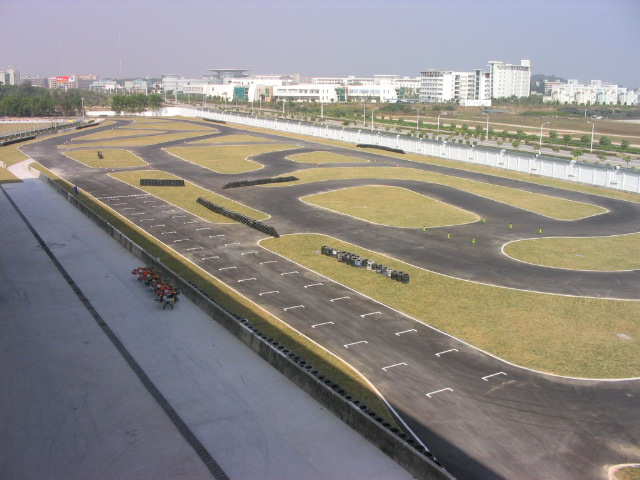
珠海國際賽車場小型賽車（Kart）賽車賽道

2004年，珠海國際賽車場在大看台後加建了小型賽車（Kart）賽車場，並且成立了ZIC小型賽車俱樂部，進一步為華南地區的賽車發展而作出了一分努力。

## 股權易手
2013年1月7日，馬來西亞的林木生集团收购珠海国际赛车场，初始投资成本为1美元。
2024年6月19日，林木生集团宣布，与珠海华发城市运营公司签署一项股权转移及债务偿还协议。该公司将以1亿9218万人民币将子公司南迪投资公司的100%股权售予后者，根据文告，林木生集团独资子公司南迪投资公司，持有珠海国际赛车场公司的60%股权。珠海华发将承担南迪投资公司的所有债务，并为南迪投资公司及子公司偿还拖欠林木生集团的欠款，总额为2亿2782万人民币，表示珠海华发是以4亿2千萬人民幣，向林木生集团收购珠海国际赛车场。

## 搬迁建议
珠海国际赛车场成立初期，所在的唐家湾地区较偏僻，住户较少，因而赛车噪音影响小。随着珠海高新区的发展，入驻当地的企业、住宅、学校大幅增加，导致当地居民对赛车噪音的影响逐步扩大。2022年，珠海市人大代表邓素华就解决珠海国际赛车场噪音扰民问题提出建议，先在短期内禁止在午休时段赛车、减少赛车频次、修建隔音屏障等措施，远期将赛车场整体规划搬迁至偏远地区。2025年5月，“珠海市12345政务服务便民热线”在人民网领导留言板回复网民称，已对该用地的规划展开前期研究工作。

## 接駁交通
珠海公交：
| 國際賽車場站 | 國際賽車場站             | 國際賽車場站 | 國際賽車場站       | 國際賽車場站 |
| 编号         | 路线                     | 路线         | 路线               | 备注         |
| ------------ | ------------------------ | ------------ | ------------------ | ------------ |
| 3            | 佛径                     | 全程 ⇆       | 大桥口岸枢纽       |              |
| 3            | 佛径                     | 短线 ←       | 唐家               |              |
| 3A           | 城轨珠海北站             | 全程 ⇆       | 九洲港             |              |
| 3A           | 城轨珠海北站             | 短线 ←       | 唐家               |              |
| B10          | 城轨珠海站               | ⇆            | 下栅检查站         | 原 10        |
| 10A          | 城轨唐家湾站             | ⇆            | 拱北口岸总站       |              |
| 66珠海       | （珠海）金鼎总站         | 短线1 →      | （珠海）清华科技园 |              |
| 66珠海       | （中山）海湾城公交枢纽站 | 全程 ⇆       | （珠海）清华科技园 |              |
| 66珠海       | （中山）海湾城公交枢纽站 | 短线2 ←      | （珠海）唐家市场   |              |
| 68           | 金鼎总站                 | ⇆            | 翠花苑             |              |
| 69           | 城轨唐家湾站             | ⇆            | 圓明新園           |              |

廣珠城際軌道
- 唐家湾站毗連珠海國際賽車場的西看台，徒步可達。